# Mitch Hedberg
Mitchell Lee Hedberg (Saint Paul, 24 febbraio 1968 – Livingston, 1º aprile 2005) è stato un comico statunitense, conosciuto per il suo umorismo surreale e per la propria comicità non convenzionale.
I suoi spettacoli si basavano principalmente su una serie di battute brevi, spesso one-liner, mentre gli argomenti che più spesso trattava erano quelli della cosiddetta observational comedy (resa popolare da mostri sacri come Bill Cosby, George Carlin, Richard Pryor e Jerry Seinfeld) uniti ad elementi assurdi e non sequitur.
La sua presenza scenica e il suo personaggio lo hanno reso un oggetto di culto al punto che ai suoi show i fan urlavano il finale delle sue battute prima ancora che potesse arrivarci.

## Biografia
Mitch Hedberg nacque a Saint Paul, nel Minnesota, da Arnold e Mary Hedberg. Si laureò alla Harding High School di Saint Paul e il 25 febbraio 1999 si sposò con la comica canadese Lynn Shawcroft.

### Carriera
Hedberg iniziò la sua carriera nel 1989, subito dopo la scuola, esibendosi in occasione di serate a microfono aperto nel sud della Florida mentre lavorava come cuoco; due anni dopo si trasferì a Seattle, dove la sua popolarità aumentò pur non permettendogli ancora di abbandonare il suo impiego ai fornelli.
La prima occasione di farsi conoscere a livello nazionale fu nel 1996, quando si esibì al prestigioso Just for Laughs International Comedy Festival di Montreal che andò in onda su Comedy Central: dopo l'evento Time Magazine parlò di lui come del nuovo Jerry Seinfeld, ma Hedberg non ebbe mai una sua sit-com anche se nel 1999 scrisse e diresse il film Los Enchiladas!; partecipò inoltre al Late Show di David Letterman per ben dieci volte, diventando uno dei comici americani più popolari del programma (tra i suoi ammiratori figurano George Carlin, Dave Chappelle e Lewis Black). Fu anche la voce degli spot radiofonici di Jimmy John's nei mesi precedenti e successivi alla sua morte e della campagna pubblicitaria "Hockey Love" per gli Atlanta Thrashers nel 2002–2003.
Dopo la sua morte, l'amico e collega Dave Attell concluse ogni tappa del suo tour Insomniac con un brindisi a Hedberg; gli venne dedicato anche il film Lords of Dogtown, dove era apparso.

### Morte
Hedberg era un noto consumatore di stupefacenti e toccava spesso l'argomento anche nelle proprie battute (la più celebre a questo proposito recita: "In passato mi drogavo. Lo faccio ancora, però lo facevo anche in passato."); nel maggio del 2003 fu arrestato ad Austin (Texas) per possesso di eroina, incidente in seguito al quale stette qualche mese lontano dal palco
Nato con un difetto cardiaco per il quale aveva ricevuto cure intensive da bambino, dopo la sua morte fu inizialmente ipotizzato che questa condizione potesse avere avuto un ruolo nel decesso finché il referto medico riportò "intossicazione da sostanze stupefacenti multiple nella forma di cocaina e speedball" come causa ufficiale.
Il suo funerale fu tenuto alla St. Ambrose of Woodbury Church in Minnesota.

## Stile
Hedberg aveva un look da stoner anni settanta che piaceva molto ai giovani dei college e anche il suo abuso di alcool e droga ha sicuramente contribuito alla sua immagine. In un articolo pubblicato dopo la sua morte l'autore ricorda un aneddoto in cui Mitch, accusato dal suo manager di usare l'alcool come una gruccia, pare abbia risposto: "Come faccio ad usare l'alcool come gruccia? Una gruccia serve a tenermi in piedi. L'alcool mi fa cadere per terra."
La comicità di Hedberg si contraddistingueva per il suo linguaggio unico, che adottò nella fase più matura della propria carriera, l'oratoria brusca e la presenza scenica inconsueta: le sue performance consistevano sia in freddure fulminanti alla Steven Wright che in routine più complesse contenenti comunque una battuta in ogni frase ("Ho deciso di arrivare prima al punto, liberarmi del grasso"). Gli argomenti erano i più svariati, di solito riflessioni comicamente irrilevanti ("L'interno di una bottiglia di detersivo dev'essere pulita di brutto!") ed osservazioni sulla realtà, oltre ad un sacco di giochi di parole difficilmente traducibili in italiano. La mancanza di un filo sequenziale tra le sue battute e la natura stralunata delle sue osservazioni contribuivano ulteriormente alla sua immagine.
Nonostante il successo pare che Hedberg fosse estremamente timido sul palco: indossava sempre occhiali da sole e a volte si esibiva con gli occhi chiusi, la testa abbassata o i capelli sul viso per evitare di guardare direttamente il pubblico; spesso inoltre dava le spalle alla platea e si muoveva freneticamente sul posto, a volte scuotendo incontrollabilmente il microfono. Il tono un po' biascicato con cui consegnava le sue punchline, un suo tratto distintivo, era anche il frutto dell'alcool che consumava sul palco, forse anche per darsi più coraggio.
A parte questo le sue capacità di interazione con gli spettatori erano notevoli: ogni tanto aggiungeva dei disclaimer alla fine di una battuta per far capire al pubblico che condivideva le loro eventuali critiche oppure ne commentava il cattivo esito (un atteggiamento che troviamo anche nel nostro Maurizio Milani); a volte invece li prendeva in giro, dando loro la colpa per non aver reagito nel modo giusto. Durante la registrazione dei CD diceva spesso che avrebbe trovato un modo di far sembrare che una gag fallita avesse invece avuto un grande successo, editando l'audio ed aggiungendo le risate ("Va bene... quella battuta verrà bene alla fine, tolgo tutte le parole e ce ne metto di nuove. La metto a posto."
La Comedy Central Records annunciò l'uscita del primo album con il nuovo materiale di Mitch Hedberg il 10 giugno 2008: intitolato Do You Believe in Gosh? fu pubblicato il 9 settembre 2008 e contiene materiale registrato all'Improv di Ontario (California) nel gennaio del 2005. Lynn, sua moglie, scrisse un'introduzione in cui diceva che la performance sarebbe stata pronta per la registrazione su CD per la fine dell'anno.

## Discografia
- Strategic Grill Locations (1999) (Originally self-published, later re-released on the Comedy Central label, edited)
- Mitch All Together (November 18, 2003)
- Do You Believe in Gosh? (September 9, 2008)[15]

## Filmografia
| Anno | Titolo           | Ruolo               |
| ---- | ---------------- | ------------------- |
| 1999 | Los Enchiladas!  | Lee                 |
| 2000 | Almost Famous    | Eagles Road Manager |
| 2005 | Lords of Dogtown | Urethane Wheels Guy |

## Apparizioni in TV
| Anno | Titolo                           | Ruolo/Info                                                                                                 |
| ---- | -------------------------------- | --- |
| 1998 | That '70s Show                   | Episodio 11, nel ruolo di Frank                                                                            |
| 1998 | Premium Blend                    | Episodio del 23 maggio 1998 nella parte di sé stesso                                                       |
| 1998 | David Letterman Show             | Se stesso                                                                                                  |
| 1999 | Dr. Katz, Professional Therapist | Episodi 604 e 609 nella parte di sé stesso                                                                 |
| 1999 | Comedy Central Presents          | Sé stesso                                                                                                  |
| 1998 | Home Movies                      | Episodi 104, 105, 112 e 113, rispettivamente nei ruoli di Pet Eulogist, Mitch, poliziotto e del Dr. Fizzel |
| 2001 | Ed                               | Episodio 110 nel ruolo di Dave                                                                             |
| 2001 | Just for Laughs in Montreal      | Sé stesso                                                                                                  |
| 2001 | Late Friday                      | Sé stesso                                                                                                  |
| 2002 | Saddle Rash                      | Voci varie                                                                                                 |
| 2003 | David Letterman Show             | Sé stesso                                                                                                  |
| 2003 | David Letterman Show             | Sé stesso                                                                                                  |
| 2003 | Late Night with Conan O'Brien    | Sé stesso                                                                                                  |
| 2003 | Crank Yankers                    | Sé stesso                                                                                                  |
| 2004 | Shorties Watchin' Shorties       | Episodi dall'1 al 9 nel ruolo di sé stesso                                                                 |